# Heinrich Popitz
Heinrich Popitz (* 14. Mai 1925 in Berlin; † 1. April 2002 in Freiburg im Breisgau) war ein deutscher Soziologe, der vor dem Hintergrund der Philosophischen Anthropologie bedeutende Beiträge zur Allgemeinen Soziologie leistete. Popitz publizierte insbesondere zu elementaren Begriffen wie Soziale Norm, Soziale Rolle oder Macht und Gewalt.

## Leben
Heinrich Popitz wuchs in Berlin auf. Er war der Sohn von Cornelia Popitz, geborene Slot, und des preußischen Finanzministers und Widerstandskämpfers Johannes Popitz. Seine Mutter starb, als er ein Kind war. Sein Vater wurde hingerichtet, als er 19 Jahre alt war. Popitz studierte in Heidelberg, Göttingen, Basel und Cambridge Philosophie, Geschichte und Ökonomie. Nach seiner Promotion zum Dr. phil. im Jahr 1949 bei Karl Jaspers in Basel habilitierte er sich 1957 bei Arnold Bergstraesser in Freiburg, war dort von 1957 bis 1959 Privatdozent an der Universität und arbeitete dann an der Sozialforschungsstelle an der Universität Münster in Dortmund. Heinrich Popitz war evangelisch und heiratete 1958 Maria von Handel. 1959 wurde er ordentlicher Professor für Soziologie in Basel. 1964 wurde er Gründungsdirektor des neu geschaffenen Instituts für Soziologie an der Albert-Ludwigs-Universität Freiburg in Freiburg im Breisgau, an dem er bis zu seinem Tod 2002 wirkte. 1971/72 war Popitz für ein Jahr Gast an der New School for Social Research in New York, an deren Theodor-Heuss-Lehrstuhl er unterrichtete.

## Der entfremdete Mensch
Mit seiner Schrift Der entfremdete Mensch. Zeitkritik und Geschichtsphilosophie des jungen Marx (Dissertationsschrift von 1949) hatte Popitz entscheidenden Anteil an der Wiederentdeckung und Interpretation von Marx’ Pariser Manuskripten von 1844 in Deutschland. Popitz zeigte, und das war richtungsweisend, dass Marx „den Menschen als ‚Naturwesen‘, als gesellschaftliches Gattungswesen begreift, kein ‚fixes‘ Wesen mit ‚statischen‘ Eigenschaften, sondern der sich ändernden Natur unterworfen, die ihm weder objektiv noch subjektiv unmittelbar und adäquat vorhanden ist“.

## Beiträge zur Soziologie
Popitz hat wichtige Beiträge zur Industriesoziologie (Das Gesellschaftsbild des Arbeiters, Technik und Industriearbeit, gemeinsam u. a. mit Hans Paul Bahrdt), zur sozialen Rolle (Der Begriff der sozialen Rolle als Element der soziologischen Theorie), zu sozialen Normen (Über die Präventivwirkung des Nichtwissens, Die normative Konstruktion von Gesellschaft), zur Soziologie der Macht (Prozesse der Machtbildung, Phänomene der Macht) und zur historischen Anthropologie bzw. Techniksoziologie (Der Aufbruch zur artifiziellen Gesellschaft, Wege der Kreativität) geleistet.
Ebenso wie sein Freiburger Kollege Günter Dux arbeitete Popitz in den 1970er und 1980er Jahren daran, Grundgedanken der philosophischen Anthropologie in die Form soziologischer Aufklärung zu bringen. Seine Arbeiten sind seither durchweg elementarsoziologisch. Er skizzierte sein Erkenntnisinteresse wie folgt:
„Allgemeine soziologische Theorie ist, ausgesprochen oder unausgesprochen, von der Idee geleitet, die fundamentalen Prinzipien menschlicher Vergesellschaftung zu ergründen. Zu ergründen also, um es weniger trocken zu sagen, was die Gesellschaft im Innersten zusammenhält oder, vielleicht noch anspruchsvoller, was sie im Innersten bewegt.“
Popitz gilt als „Meister der kleinen Form“, der seine Theorien in Essays darlegte und nur zwei Monografien publizierte. Ihn kennzeichnete ein permanentes Bemühen um Verknappung, „alles was ihm auch nur einen Deut zu lang erschien, wanderte umgehend in den Papierkorb.“

### Machttheorie
Seine Machttheorie hat Popitz in verschiedenen Essays entwickelt, die gesammelt unter dem Titel Phänomene der Macht (zuerst 1986, erweiterte Auflage 1992) erschienen. Popitz versteht unter Macht „das Vermögen, sich gegen fremde Kräfte durchzusetzen“. Von dieser bei Max Weber grundlegenden Machtdefinition ausgehend, entwickelt Popitz unter Einfluss von Helmuth Plessners Anthropologie seine Phänomenologie der Macht. Ausgehend von den Handlungsfähigkeiten und Abhängigkeiten des Menschen, die in seiner „exzentrischen Positionalität“ begründet liegen, unterscheidet Popitz vier Grundformen der Machtausübung.
1. Aktionsmacht. Aktionsmacht ist in der Verletzungsfähigkeit und Verletzbarkeit des Menschen begründet. Entsprechend versteht Popitz unter Aktionsmacht die Macht anderen, in einer gegen sie gerichteten Aktion, Schaden zuzufügen – anderen etwas anzutun.[7] Aktionsmacht meint in erster Linie Gewalt, umfasst aber auch Aktionen zur Minderung sozialer Teilhabe (z. B. Pranger, Mobbing). Aktionsmacht bezieht sich auf den ganzen Menschen und zielt nicht notwendig darauf ab, das Verhalten anderer Menschen zu beeinflussen, z. B. im Fall von Racheaktionen.
2. Instrumentelle Macht geht von der Zukunftsorientiertheit der menschlichen Existenz und der Sorge aus. Sie zielt darauf, das Verhalten Anderer durch Drohungen oder Versprechungen, also durch negative oder positive soziale Sanktionen zu steuern.[8] Im Gegensatz zur punktuellen Aktionsmacht ist instrumentelle Macht dauerhafter, weil sie „rentabel“ und dehnbar ist: Eine erfolgreiche Drohung spart bei konformem Handeln die Kosten ihrer Durchsetzung, die Machtmittel lassen sich dann auch gegen andere einsetzen. Auch wer nur eine Kugel in seiner Pistole hat, kann damit mehreren Menschen glaubhaft drohen.[9]
3. Autoritative Macht, also Machtausübung auf der Basis von Autorität, gründet auf die prinzipielle Maßstabs- und Anerkennungsbedürftigkeit des Menschen und seinem Bedürfnis nach Anerkennung. Entsprechend üben Personen Autorität aus, deren Anerkennung ausschlaggebend für das Selbstwertgefühl des Autoritätsabhängigen wird. Er ist gefesselt an die Beziehung, die ihn real oder imaginär mit anderen verbindet. Für den Machtausübenden liegt der Vorteil autoritativer Macht darin, dass nicht nur das beobachtbare, kontrollierbare Verhalten Anderer, sondern Einstellungen und Normen beeinflusst werden und auf grobe Mittel verzichtet werden kann.
4. Datensetzende Macht geht aus der Bestimmtheit des Menschen durch technische Artefakte hervor. Als Mängelwesen ist der Mensch darauf angewiesen, Artefakte herzustellen, um zu überleben. Technisches Handeln ist in mehrfacher Hinsicht mit sozialer Machtausübung verbunden: Es verändert die vorgefundene Wirklichkeit nicht nur für den Handelnden, sondern auch für Andere. Wer z. B. eine Brücke baut oder einen Wald abholzt, greift damit auch in die Lebensbedingungen anderer Menschen ein. In der Verwendungsabsicht von Technik steckt zudem die Frage nach Eigentumsansprüchen und im Herstellungsprozess eine Form der Arbeitsteilung.

Weitergehend als Max Weber hat Heinrich Popitz Gewalt als besondere Form von Machtausübung „Todesmacht von Menschen über Menschen“ eingeschlossen, anthropologisch verortet und soziologisch präzisiert: „Der Mensch muß nie, kann aber immer gewaltsam handeln, er muß nie, kann aber immer töten […]. Gewalt überhaupt und Gewalt des Töten im besonderen ist […] kein bloßer Betriebsunfall sozialer Beziehungen, keine Randerscheinung sozialer Ordnungen und nicht lediglich ein Extremfall oder eine Ultima Ratio (von der nicht so viel Wesens gemacht werden sollte). Gewalt ist in der Tat […] eine Option menschlichen Handelns, die ständig präsent ist. Keine umfassende soziale Ordnung beruht auf der Prämisse der Gewaltlosigkeit. Die Macht zu töten und die Ohnmacht des Opfers sind latent oder manifest Bestimmungsgründe der Struktur sozialen Zusammenlebens.“

### Gewalt
Heinrich Popitz definiert Gewalt als eine
„Machtaktion, die zur absichtlichen körperlichen Verletzung anderer führt, gleichgültig, ob sie für den Ausführenden ihren Sinn im Vollzug selbst hat [...] oder, in Drohungen umgesetzt, zu einer dauerhaften Unterwerfung [...] führen soll“ (Popitz 1986: 48).
Gewalt, die ihren Sinn im Vollzug selbst hat, bezeichnet er an anderer Stelle als bloße Aktionsmacht und unterscheidet sie von bindender Aktionsmacht. Unter bindender Aktionsmacht versteht Popitz instrumentalisierte Gewalt zum Zweck der dauerhaften Unterwerfung und Machterlangung. Diese begrifflichen Setzungen ermöglichen ihm, unter Einbezug des Kontextes einer Gewalttat, sowohl das »wie« und das »was« der selbstzweckhaften Gewalt als auch das »warum« dauerhaft bindender Gewaltphänomene zu rekonstruieren (vgl. von Trotha 1997: 20). Popitz will damit Gewalt als mehr oder weniger stark formalisiertes und entpersonalisiertes Gewaltphänomen begreifen und als ein historisch Gewordenes rechtfertigen.
Mit dem Konzept der bindenden Aktionsmacht ist Popitz vor die Differenzierung von Macht, Herrschaft und Gewalt zurückgegangen und hat deren Gegensätzlichkeit vermittelt. Denn mit bindender Aktionsmacht begreift er Gewalt als ordnungsstiftende Erfahrung (vgl. Popitz 1986: 61ff.). Ordnung ist jedoch eine Grundtatsache des menschlichen Lebens und Gewalt ist damit zu derselben geworden. Die radikale Ablehnung von Gewalt wird überflüssig. Auf den unteren Stufen des geschichtlichen Prozesses sieht Popitz die Gewalt unter bestimmten Umständen noch als moralisch verwerflich an. Erst wenn die Macht ihren Weg von der sporadischen Macht bis zu ihrer Institutionalisierung genommen hat (vgl. Popitz 1986: 233f.), tritt sie paradoxerweise als soziale Ordnung in zivilisierter Form auf. Popitz reflektiert diesen paradoxen Zusammenhang:
„Soziale Ordnung ist eine notwendige Bedingung der Eindämmung von Gewalt – Gewalt ist eine notwendige Bedingung zur Aufrechterhaltung sozialer Ordnung. Ohne ein Normensystem, das durch Sanktionsregelungen geschützt wird, kann eine dauerhafte und einigermassen zuverlässige Gewaltbegrenzung nicht gelingen“ (Popitz 1986: 63).

### Normentheorie
Normen werden von Popitz als das Basis-Element der sozialen Existenz von Menschen begriffen. Er versuchte, die universalen Konstruktionsprinzipien der sozialen Normierung darzustellen. Dies bereitete er in mehreren Aufsätzen vor und fasste es in dem schmalen Band „Die normative Konstruktion der Gesellschaft“ (1980) zusammen. Insbesondere in seinem bekannten Aufsatz Über die Präventivwirkung des Nichtwissens (1968) zeigt er, dass Normgeltungen auf Sanktionsgeltungen beruhen, dass aber eine umfassende Sanktionsgeltung (ausnahmslos alle Normabweichungen würden aufgedeckt und bestraft) normzerstörend sei; die totale Verhaltenstransparenz würde die Legitimität der sozialen Normen unterhöhlen.
Popitz nennt vier universal gültige Grundmerkmale sozialer Verhaltensnormierung:
„Ein Verhalten, das wir als zukünftiges Verhalten erwarten können; ein Verhalten, das bestimmten Verhaltensregelmäßigkeiten entspricht; ein gesolltes, desideratives Verhalten, ein Verhalten, das mit Sanktionsrisiko bei Abweichungen verbunden ist.“
In allen Gesellschaften wirken gemäß Popitz drei Grundelemente sozialer Normierung:  Allgemeine Normen und nicht-reziproke sowie reziproke Partikularnormen.
1. Allgemeine Normen setzen die Gleichheit aller (unabhängig von geschlechts-, alters- oder herkunftsbedingten Unterschieden) voraus. Diese Normen gelten für alle Mitglieder der Gesellschaft. Zum Beispiel: „Niemand darf die überirdischen Mächte beleidigen.“ – „Niemand darf gemeinsames Gut zerstören, Eigentum anderer entwenden.“ – „Niemand darf ein Mitglied der eigenen Gesellschaft physisch verletzen (von definierten Ausnahmen abgesehen)“ – „Alle müssen jedem anderen Mitglied beistehen, das von Fremden angegriffen wird.“[16]
2. Nicht-reziproke Partikularnormen unterstellen Ungleichheit und Anderssein. Beispiel: „Väter haben andere Pflichten gegenüber Kindern als Kinder gegenüber Vätern.“[17] Popitz betont: „Die Kommunikationsform, die hier vorausgesetzt wird, lernt jeder Mensch: Kommunikationen, in denen die aufeinander bezogenen Rechte und Pflichten sich nicht gleichen. Der andere reagiert nicht spiegelbildlich; er tut mir gegenüber nicht das, was ich ihm gegenüber tue.“[18]
3. Reziproke Partikularnormen setzen eine Verklammerung von Gleichheit und Anderssein voraus. In diesen Konstellationen kann niemand vom anderen etwas erwarten, was dieser nicht von ihm erwarten kann. Eine solche Gleichheit kann laut Popitz zum Beispiel „zwischen Brüdern bestehen (wenn auch nicht unbedingt zwischen allen Brüdern), zwischen Generationsgleichen gleicher Abstammung, zwischen gleichaltrigen Geschlechtsgruppen, zwischen Kriegern, zwischen Ranggleichen in Arbeitsorganisationen.“[18] Ein entsprechendes Verhalten kann auch als insulare Reziprozität bezeichnet werden.

Die drei Formen sozialer Normierung haben bei Popitz eine universale strukturelle Basis, die der Integration von nachfolgenden Generationen. In allen Gesellschaften würden Kinder in einem primären sozialen Gehäuse aufwachsen, das durch allgemeine Zugehörigkeitsnormen und reziproke sowie nicht-reziproke Partikularnormen strukturiert sei.
In einem der Schüttelreime, die er häufig verfasste, schrieb Popitz:
Siehst du sie rein, in nackten Formen,
so werden dir aus Fakten Normen.

## Doktoranden
• Baldo Blinkert
• Klaus H. Fischer
• Friedrich Pohlmann
• Christian Sigrist
• Gerd Spittler
• Hubert Treiber

## Schriften (Auswahl)
- Der entfremdete Mensch. Zeitkritik und Geschichtsphilosophie des jungen Marx (zuerst Verlag für Recht und Gesellschaft, Basel 1953). Wissenschaftliche Buchgesellschaft, Darmstadt 1980, ISBN 3-534-06474-7.
- Die Wohnwünsche der Bergarbeiter. Soziologische Erhebung, Deutung und Kritik der Wohnvorstellungen eines Berufes (mit Elisabeth Pfeil, Gunther Ipsen). Mohr, Tübingen 1954, ISBN 3-16-506991-3.
- Technik und Industriearbeit. Soziologische Untersuchungen in der Hüttenindustrie (mit H. P. Barth, E. A. Jüres). Mohr, Tübingen 1957, ISBN 3-16-538512-2.
- Das Gesellschaftsbild des Arbeiters. Soziologische Untersuchung in der Hüttenindustrie (mit H. P. Barth, E. A. Jüres, H. Kesting). Mohr, Tübingen 1957, ISBN 3-16-539192-0; Neuauflage 1971.
- Die Ungleichheit der Chancen.  1964; Neuauflage 1965.
- Der Begriff der sozialen Rolle als Element der soziologischen Theorie. Mohr, Tübingen 1967, ISBN 3-16-537801-0.
- Über die Präventivwirkung des Nichtwissens. Dunkelziffer, Norm und Strafe (zuerst Mohr, Tübingen 1968). BWV, Berlin 2003, ISBN 3-8305-0522-1.
- Prozesse der Machtbildung. Mohr, Tübingen 1968, ISBN 3-16-538071-6; Neuauflage 1973.
- Die normative Konstruktion von Gesellschaft. Mohr, Tübingen 1980, ISBN 3-16-543151-5.
- Phänomene der Macht. Mohr, Tübingen 1986, ISBN 3-16-145897-4.
- Der Aufbruch zur artifiziellen Gesellschaft. Zur Anthropologie der Technik. Mohr, Tübingen 1995, ISBN 3-16-146381-1.
- Wege der Kreativität. Mohr Siebeck, Tübingen 2000, ISBN 3-16-147310-8.
- Die Quadratur des gordischen Knotens. Zettelverse. Jürgen Cromm WiSoMed-Verlag, Göttingen, Augsburg, 2006, ISBN 3-921969-27-1.
- Soziale Normen. Frankfurt am Main: Suhrkamp, 2006, ISBN 978-3-518-29394-2 (eine Sammlung der Popitz-Texte zur Normtheorie, hrsg. von Friedrich Pohlmann und Wolfgang Eßbach)
- Einführung in die Soziologie. Konstanz: Konstanz University Press, 2010, ISBN 978-3-86253-002-1 (Publikation der Vorlesung, die Popitz seit 1957/58 jährlich hielt, hrsg. von Jochen Dreher und Michael K. Walter).
- Allgemeine Soziologie, Konstanz: Konstanz University Press, 2011, ISBN 978-3-86253-018-2 (Vorlesungsmitschrift).
- Phenomena of Power.Authority, Domination, and Violence. Columbia University Press: New York, hrsg. von Jochen Dreher und Andreas Göttlich, (übersetzt von Gianfranco Poggi), ISBN 978-0-231-17594-4.
- Das Gesellschaftsbild des Arbeiters: Soziologische Untersuchungen in der Hüttenindustrie. (mit H. P. Barth, E. A. Jüres, H. Kesting). Springer VS: Wiesbaden 2018, doi:10.1007/978-3-658-13197-5, hrsg. von Jochen Dreher.